# Miranda (Molise)
Miranda je italská obec v provincii Isernia v oblasti Molise.
V roce 2012 zde žilo 1 066 obyvatel.

## Sousední obce
Carovilli, Isernia, Pesche, Pescolanciano, Roccasicura, Sessano del Molise

## Vývoj počtu obyvatel
Zdroj: 